# (32911) Cervara
(32911) Cervara est un astéroïde de la ceinture principale.

## Description
(32911) Cervara est un astéroïde de la ceinture principale. Il fut découvert le 4 novembre 1994 à Colleverde par Vincenzo Silvano Casulli. Il présente une orbite caractérisée par un demi-grand axe de 2,24 UA, une excentricité de 0,18 et une inclinaison de 6,4° par rapport à l'écliptique.